# Знать бы, что я гений
«Знать бы, что я гений» (англ. If I Had Known I Was a Genius) — американский комедийный художественный фильм 2007 года, поставленный режиссёром Доминик Уиртшафтер по сценарию Маркуса Редмонда, исполнившего главную роль.
Премьера состоялась 23 января 2007 года на кинофестивале «Сандэнс».

## Сюжет
Майкл Рид, будучи совершенно обычным ребёнком, счастливо жил в полной гармонии в собственном мире рок-н-ролла, пока не обнаружилось, что у него чрезвычайно высокий уровень интеллекта. Что делать в случае, когда ты слишком умён? И как воспримут твою индивидуальность окружающие? Возможно, кто-то преследует свои собственные цели, но Майкл решил, что из него вполне может выйти хороший актёр, настоящая супер-звезда. Такое решение влечёт за собой массу приключений.

## В ролях
| Актёр          | Роль             |
| -------------- | ---------------- |
| Маркус Редмонд | Майкл Рид        |
| Вупи Голдберг  | мать Майкла      |
| Кит Дэвид      | отец Майкла      |
| Дебра Уилсон   | Тереса Рид       |
| Шэрон Стоун    | Глория Фремонт   |
| Тара Рид       | Стефани Роббинс  |
| Делла Риз      | Нана             |
| Энди Рихтер    | ведущий телеигры |

## Оценки
Шари Фрило назвала фильм уникальным и совершенным дебютом Доминик Уиртшафтер, как режиссёра художественного фильма. Она также похвалила игру Вупи Голдберг и Маркуса Редмонда. Джастин Чанг в своей рецензии, опубликованной в Variety после премьеры, высказал о фильме полярно противоположное мнение. Чанг критически отнёсся к работе режиссёра и исполнителя главной роли, сойдясь с Фрило во мнении только в отношении игры Вупи Голдберг. В целом Чанг назвал картину «слегка забавной, но совершенно ненужной комедией».